# مهری هروی
مهری هروی یکی از شاعران زبان فارسی در قرن نهم هجری بود و از اهل کمال بود.
به افتخار او هم‌اکنون نام یک لیسه (دبیرستان) را در هرات «لیسهٔ مهری هروی» گذاشته‌اند.

## زندگی
مهری هروی در شهر هرات به دنیا آمد. نام اصلی‌اش مهرالنساء بود و به نام‌های مهری، مهریه هراتیه و مهری هروی مشهور بود. او از شاعران شوخ‌طبع و ظریف هرات به‌شمار می‌رود.
مهری هروی ندیم و هم صحبت گوهرشاد بیگم همسر شاهرخ میرزای تیموری بود. ملکه گوهر شاد به او لقب زن فاضل و شیرین سخن داده بود.
مهری هروی با خواجه عبدالعزیز یکی از طبیبان خاص شاهرخ میرزا ازدواج کرد. خواجه عبدالعزیز فردی کهن‌سال بود. نقل شده‌است که مهری به این مرد علاقه‌ای نداشت این احساس او را می‌توان در شعر زیر دید
| شوی زن نوجوان اگر پیر بود         |  | تا پیر شود همیشه دلگیر بود    |
| ضرب المثل است این که زنان می‌گویند |  | در پهلوی زن تیر به از پیر بود |

و در جای دیگری شعر زیر را فی البداهه سروده‌است
| مرا با تو سر یاری نمانده    |  | سر مهر و وفاداری نمانده  |
| ترا از ضعف و پیری قوت و زور |  | چنانکه پای برداری نمانده |

گفته می‌شود که مهری در مصاحبت بود با مسعود ترخان خواهر زادهٔ گوهر شاد آشنا می‌گردد و عاشق او می‌شود.
سرانجام مهری هروی در بند کشیده می‌شود.

## نمونه اشعار
مهری هروی شاعری بسیار جسور بود. او با بی پروایی از جامعهٔ مرد سالار آن دوره به شرح آمال و امیال خود می‌پرداخت.
یک نمونه از اشعار مهری هروی
پرده نشینان هری
| یاد باد آنکه سر کوی توام منزل بود  |  | دیده را روشنی از خاک درت حاصل بود      |
| حل این نکته که بر پیر خرد مشکل بود |  | آزمودیم به یک جرعهٔ می‌ حاصل بود         |
| گفتم از مدرسه پرسم سبب حرمت می     |  | در هر کس که زدم بیخود و لایعقل بود     |
| خواستم سوز دل خویش بگویم با شمع    |  | داشت او خود به زبان آنچه مرا در دل بود |
| در چمن صبحدم از گریه و از زاری من  |  | لالهٔ سوخته خون در دل و پا در گل بود    |
| آنچه از بابل و هاروت روایت کردند   |  | سِحر چشم تو بدیدم همه را شامل بود       |
| دولتی بود تماشای رخت مهری را       |  | حیف وصد حیف که این دولت مستعجل بود     |